# Grudziądz
Grudziądz [ˈɡrud͡ʑɔnt͡s] ⓘ (tiếng Đức: Graudenz, tiếng Latinh: Graudensis) là một thành phố Ba Lan. Grudziądz có khoảng 95.045 cư dân (2018) trên sông Vistula ở phía bắc Ba Lan. Nằm ở tỉnh Kujawsko-Pomorskie (từ năm 1999), trước đó thành phố nằm trong Toruń từ năm 1975 đến 1998.
Grudziądz là thành phố lớn thứ 4 trong tỉnh Kujawsko-Pomorskie và Kho thóc Grudziądz từ thế kỷ 14 là Di tích lịch sử quốc gia Ba Lan.

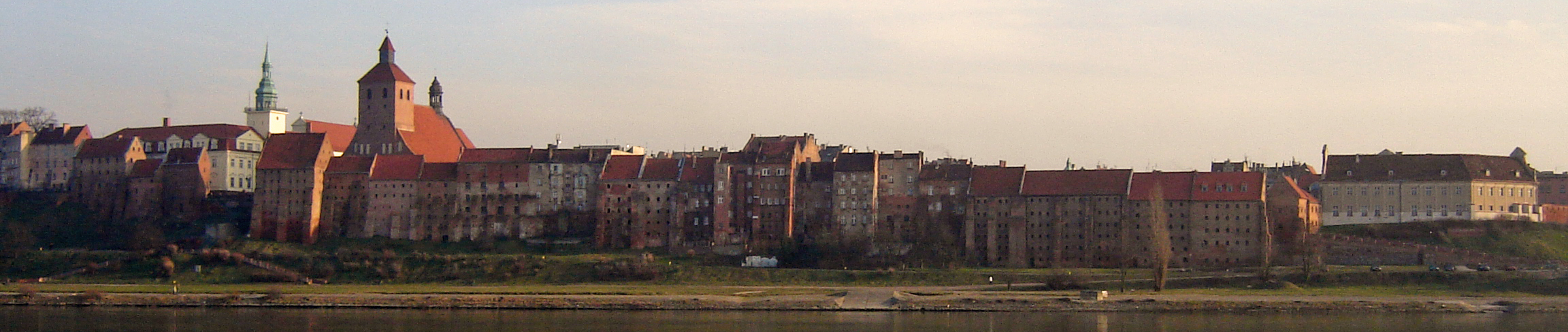